# Rochester (Texas)
Rochester è un comune (town) degli Stati Uniti d'America della contea di Haskell nello Stato del Texas. La popolazione era di 324 abitanti al censimento del 2010.

## Geografia fisica
Secondo lo United States Census Bureau, la città ha una superficie totale di 0,89 km², dei quali 0,89 km² di territorio e 0 km² di acque interne (0% del totale).

## Società

### Evoluzione demografica
Secondo il censimento del 2010, la popolazione era di 324 abitanti.

### Etnie e minoranze straniere
Secondo il censimento del 2010, la composizione etnica della città era formata dal 72,53% di bianchi, il 6,48% di afroamericani, lo 0,62% di nativi americani, lo 0% di asiatici, lo 0% di oceanici, il 16,67% di altre razze, e il 3,7% di due o più etnie. Ispanici o latinos di qualunque razza erano il 37,35% della popolazione.